# Činc
Čínc je apretirano bombažno blago, enobarvno ali potiskano z vzorci.
Ime izhaja iz hindujske besede Chint, ki pomeni potiskana cunja. Od 17. stoletja je bil priljubljen za dekoracije in okrasne blazine. Največ so ga uvažali iz Indije, ko pa se je proizvodnja bombažnega blaga preselila v Združeno kraljestvo, so ga začeli izvažati v Evropo.
Na začetku 80. let 20. stoletja so iz njega izdelovali modna oblačila.